# Gaworzyce (plaats)
Gaworzyce is een dorp in het Poolse woiwodschap Neder-Silezië, in het district Polkowicki. De plaats maakt deel uit van de gemeente Gaworzyce en telt 1500 inwoners.

## Verkeer en vervoer
- Station Gaworzyce